# Бойковщина (село)
Бойковщи́на (укр. Бойківщина) — село в Драбовской поселковой общине Золотоношского района Черкасской области Украины.
Занимает площадь 4,32 км². Почтовый индекс — 19853. Телефонный код — 4738.
До административно-территориальной реформы 2020 года входило в состав Драбовского района Черкасской области.

## Население
Население по переписи 2001 года составляло 714 человек.

### Языковой состав
Родной язык населения по данным переписи 2001 года:
| Язык       | Численность, чел. | Доля     |
| ---------- | ----------------- | -------- |
| Украинский | 696               | 97,48 %  |
| Русский    | 10                | 1,40 %   |
| Другое     | 8                 | 1,12 %   |
| Итого      | 714               | 100,00 % |